# Francesco di Giorgio Martini

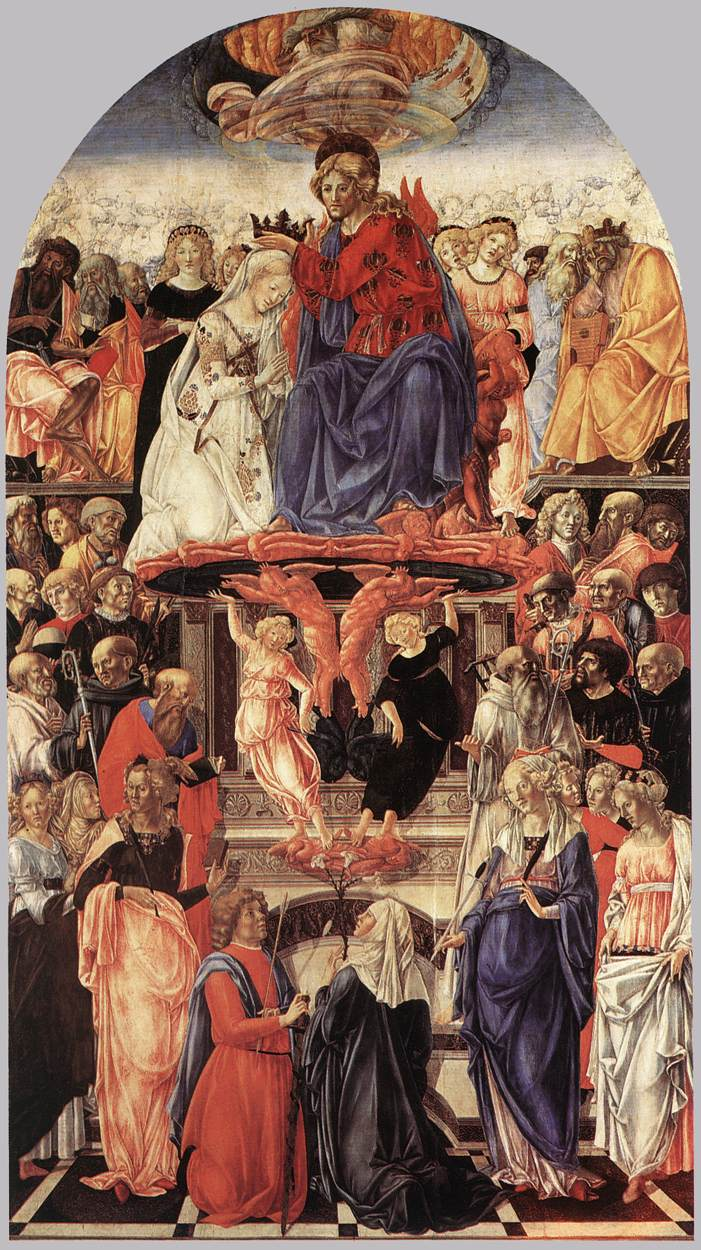
Francesco di Giorgio Martini, Kroning van Maria, 1472

Francesco di Giorgio Martini (Siena, gedoopt 23 september 1439 - aldaar, 29 november 1501), ook wel kortweg Francesco di Giorgio genoemd, was een Italiaans kunstschilder, beeldhouwer, architect en ingenieur uit de renaissance. Di Giorgio behoorde tot de groep van Uomini Universali, als Brunelleschi, Alberti, Michelangelo, Baldassare Peruzzi en Leonardo da Vinci.
Di Giorgio werd geboren in Siena en werd waarschijnlijk opgeleid door Vecchietta. Het vroege werk van di Giorgio is zo goed als onbekend, hoewel het ongetwijfeld heeft bestaan. Pas later in zijn carrière werd hij een bekend en veelgevraagde kunstenaar en ingenieur. Vooral opdrachten van architectonische aard stroomden zijn leven lang gestaag binnen. Hij werkte voor grote namen van die tijd zoals Federico da Montefeltro, hertog van Urbino, voor wie hij fortificaties ontwierp. In 1484 bouwde hij een van zijn bekendste gebouwen, de centraalbouw van de kerk Madonna del Calcinaio, net buiten Cortona. In dezelfde periode ontmoette hij Leonardo da Vinci, aan wie hij advies gaf over de bouw van de koepel van de kathedraal van Milaan.
Di Giorgio werd, teruggekomen in Siena, hoofdbouwmeester bij de bouw van de kathedraal van Siena. Hoewel er veel discussie is rond de toeschrijving van een monochroom fresco in de Bichi kapel van de Sant'Agostino in Siena, is het niet waarschijnlijk dat hij aan het eind van zijn leven nog geschilderd heeft. Architectuur was toen zijn belangrijkste bron van opdrachten. Zo kreeg hij onder meer van koning Alfons II van Napels een belangrijke militaire opdracht: de bouw van het Castello Aragonese in Baia.

## Trattato di Architettura
Omstreeks 1480 produceert di Giorgio een geïllustreerd theoretisch werk over de architectuur: Trattato di Architettura, welke is onderverdeeld in militaire- en civiele architectuur. Rijkelijk voorzien van tekeningen, omschrijft di Giorgio in dit werk talloze innovatieve technologieën, zoals diverse gevechtsmachines voor zowel de aanval als de verdediging, maar ook pompen, overbrengingen, horizontale- en verticale molens, kranen en transportmachines. Voor dit werk haalt di Giorgio veel van zijn kennis bij zijn stadsgenoot Taccola vandaan. Een versie van de Trattato di Architettura komt in handen van Leonardo da Vinci, die op zijn beurt weer voortborduurt op de technologieën die behandeld worden in dit boek. Dit boekwerk, met aantekeningen van da Vinci, maakt deel uit van de Codex Laurenziano en bevindt zich in Florence.
- Biblioteca Nacional de España: XX1043238
- Bibliothèque nationale de France: cb12369962d (data)
- Catàleg d'autoritats de noms i títols de Catalunya: 981058530031106706
- CiNii: DA06018031
- Stuttgart Database of Scientific Illustrators 1450–1950: 12138
- Gemeinsame Normdatei: 118782339
- International Standard Name Identifier: 0000 0001 2134 2163
- Library of Congress Control Number: n78075973
- Bibliotheek van het Japanse parlement: 01041458
- Nationale Bibliotheek van Tsjechië: xx0123576
- Nationale bibliotheek van Australië: 35891346
- Nationale Bibliotheek van Israël: 987007273671805171
- Nederlandse Thesaurus van Auteursnamen: 069373272
- RKD-Nederlands Instituut voor Kunstgeschiedenis: 28917
- Istituto Centrale per il Catalogo Unico: UFIV000608
- LIBRIS: 187812
- SNAC: w6806r6c
- Système universitaire de documentation: 027383717
- Trove: 1133941
- Union List of Artist Names: 500115162
- Virtual International Authority File: 56688760
- WorldCat: E39PBJqfDVf9ykc4TMF8BdQwmd